# Euspondylus caideni
Euspondylus caideni är en ödleart som beskrevs av  Köhler 2003. Euspondylus caideni ingår i släktet Euspondylus och familjen Gymnophthalmidae. Inga underarter finns listade i Catalogue of Life.